# Hieracium obtusifrons
Hieracium obtusifrons es una especie de planta con flor del género Hieracium, de la familia Asteraceae, orden Asterales.

## Distribución
Hieracium obtusifrons se distribuye por Suecia.

## Taxonomía
Fue descrita científicamente por Folin.